# Reneé Rapp
Reneé Jane Rapp, född 10 januari 2000 i Huntersville, North Carolina, är en amerikansk skådespelare och sångare. 
Rapp har bland annat medverkat i TV-serien The Sex Lives of College Girls. Hon har även medverkat  filmerna Broadway Whodunit: Murder at Montgomery Manor och nyinspelningen av Mean Girls.

## Filmografi (i urval)
- 2020 – Broadway Whodunit: Murder at Montgomery Manor
- 2021–2022 – The Sex Lives of College Girls (TV-serie)
- 2024 – Mean Girls